# (36107) 1999 RV119
1999 RV119 (asteroide 36107) é um asteroide da cintura principal. Possui uma excentricidade de 0.07780920 e uma inclinação de 14.50190º.
Este asteroide foi descoberto no dia 9 de setembro de 1999 por LINEAR em Socorro.